# Альмош (вождь)
А́льмош (венг. Álmos; ок. 820 — ок. 895) — полулегендарный вождь, предводитель союза венгерских племён (великий князь) в IX веке.

## Биография
Информация об Альмоше содержится лишь в «Gesta Hungarorum» («Деяния угров», «Хроника Анонима»), знаменитой летописи конца XII века, в «Chronicon Pictum» XIII века и в нескольких других манускриптах. Альмош был сыном Идьека или Элода. По легенде, мать Альмоша, Эмеше (Emese), увидела во сне мифическую птицу Турул, которая осеменила Эмеше и предсказала, что от неё произойдёт много великих королей. Легенда, таким образом, объясняет имя Альмош, происходящее от венгерского слова венг. álom — сон.
По средневековым хроникам, Альмош был провозглашён вождём семи венгерских племён, живших в Причерноморье (Этелкёз, или Ателькуза; Etelköz) под властью хазар. Иногда из текста «Повести временных лет» («Шли угры мимо Киева горою, которая прозывается теперь Угорской, пришли к Днепру и стали вежами: ходили они так же, как теперь половцы») делается вывод о том, что Олмош (то есть Альмош) возглавлял мадьярские племена во время событий под Киевом и даже мог быть основателем Церкви Святого Николая на Аскольдовой могиле, что маловероятно как в силу хронологических нестыковок, так и в силу языческого вероисповедания Альмоша и тогдашних венгров.
Автор «Gesta Hungarorum» утверждает, что при Альмоше началось движение угров через Карпатские горы, в частности, был побеждён и убит ужгородский князь Лаборец. В 895 году венгры под началом Альмоша, вступив в союз с византийским императором Львом VI Мудрым, вторглись в Болгарию, но были разбиты в битве на Южном Буге болгарским царём Симеоном I и его союзниками печенегами, что вынудило их покинуть Причерноморье и мигрировать в район современной Венгрии. Этот поход возглавил уже сын Альмоша, Арпад (ок. 845 — ок. 907), родоначальник династии Арпадов.
Сам Альмош после поражения от болгар и печенегов был или убит или принесён в жертву: из-за военных неудач либо ритуально, по прошествии сорокалетнего срока правления. Точное место его смерти неизвестно.

## В искусстве

### Кино
- Покорение[венг.] (венг. Honfoglalás; 1996; Венгрия); режиссёр Габор Кольтаи, в роли Альмоша — Имре Шинкович.

### Видеоигры
- Альмош в игре Crusader Kings III, представлен как один из шести персонажей для начала игры в рамках «Великие авантюристы». В игре Альмош является сыном знатного булгарина из рода Дуло.